# Afrique, la parole essentielle
Pour plus de détails, voir Fiche technique et Distribution.
Afrique, la parole essentielle est un film documentaire sénégalais réalisé par Ibrahima Sarr, sorti en 2005.

## Synopsis
L'Afrique n'est que mensonge. Avec obstination, les Africains refusent de voir la vérité en face. Le sida n'est pas une maladie inventée par les Blancs pour anéantir les Noirs. De plus, qui se cache derrière les interminables guerres fratricides qui détruisent le continent millénaire ? Les Blancs ou les Noirs eux-mêmes ? Ce film pose un regard sur cette Afrique qui refuse l'évidence. La parole, essence même de toutes les cultures du continent noir, est enfin libérée. Aujourd'hui, elle est essentielle : question de vie ou de mort. L'Afrique se meurt du sida, des guerres, des maladies, de la misère. La question essentielle aujourd'hui est de savoir si l'Afrique se relèvera de ces fléaux comme elle a toujours su le faire.

## Fiche technique
- Réalisation : Ibrahima Sarr
- Production : Les Films Amonenafi
- Scénario : Ibrahima Sarr
- Photographie : Ibrahima Sarr
- Son : Ibrahima Sarr
- Montage : Odile Bonis
- Interprètes : Kangni Alem, Toîgar Natar, Ali Haggar, Amath Taboy